# 今寺
今寺（いまでら）とは、東京都青梅市にある地名。現行行政地名は今寺一丁目から今寺五丁目。郵便番号は198-0021。

## 概要
市域東部に位置し、新町、藤橋、大門などと隣接し、物見塚通り、首都圏中央連絡自動車道にも接している。北側は農地や住宅地、南側は区画整理により住宅地や商・工業地が混在する。

## 歴史
「霞村の歴史」を参照。
- 1873年 - 明倫学校（現在の青梅市立第三小学校）開校
- 1889年（明治22年）4月1日 - 町村制施行により、大門村、野上村、吹上村、塩船村、谷野村、木野下村、今寺村、根ヶ布村、師岡村、新町村、今井村、藤橋村が合併し神奈川県西多摩郡霞村が成立する。今寺村は大字今寺となる。
- 1893年（明治26年）4月1日 - 西多摩郡が南多摩郡、北多摩郡とともに東京府へ編入する。
- 1943年（昭和18年）7月1日 - 東京都制施行。
- 1947年 - 青梅市立第三中学校開校
- 1951年（昭和26年）4月1日 - 青梅町、調布村との合併により青梅市が発足。霞村は消滅。大字今寺は霞地区（後に大門地区）に属する。
- 1978年（昭和53年）10月 - 「三ツ原土地区画整理事業」に伴い、大門・藤橋・今寺・今井の一部を整理し、今寺一丁目〜五丁目として編成[6]。

## 世帯数と人口
2021年（令和3年）3月1日現在の世帯数と人口は以下の通りである。
| 町丁       | 世帯数    | 人口    |
| ---------- | --------- | ------- |
| 今寺一丁目 | 610世帯   | 1,615人 |
| 今寺二丁目 | 144世帯   | 393人   |
| 今寺三丁目 | 393世帯   | 975人   |
| 今寺四丁目 | 625世帯   | 1,476人 |
| 今寺五丁目 | 535世帯   | 1,314人 |
| 計         | 2,307世帯 | 5,773人 |

## 小・中学校の学区
市立小・中学校に通う場合、学区は以下の通りとなる。
| 町名       | 番地 | 小学校             | 中学校             |
| ---------- | ---- | ------------------ | ------------------ |
| 今寺一丁目 | 全域 | 青梅市立第三小学校 | 青梅市立第三中学校 |
| 今寺二丁目 | 全域 | 青梅市立第三小学校 | 青梅市立第三中学校 |
| 今寺三丁目 | 全域 | 青梅市立第三小学校 | 青梅市立第三中学校 |
| 今寺四丁目 | 全域 | 青梅市立第三小学校 | 青梅市立第三中学校 |
| 今寺五丁目 | 全域 | 青梅市立藤橋小学校 | 青梅市立新町中学校 |

## 施設など
全域
- 青梅市消防団分団[8]
  - 第八分団 - 東青梅・大門地区

今寺一丁目
- 今寺保育園
- 今寺1丁目運動広場
- 常盤樹神社
- 地蔵堂

今寺二丁目
- 一里塚のエノキ（青梅市指定天然記念物）

今寺三丁目
- 青梅警察署今寺駐在所
- 神明原公園
- ABCマート青梅店
- ファミリーマート青梅今寺店

今寺四丁目
- 二本木公園
- 今寺中原公園
- 今寺四丁目運動広場
- 飯能信用金庫青梅東支店
- ジェーソン青梅今寺店
- コメリ 青梅今寺店
- セブン-イレブン青梅今寺4丁目店

今寺五丁目
- 東原公園（青梅FCの拠点）
- 高木病院
- ノジマ 青梅統合館
- ケーズデンキ 青梅店
- ヤオコー 青梅今寺店
- オザム 青梅今寺店、ウエルシア 青梅今寺店
- 西松屋 青梅店
- アベイル 青梅店（新町二丁目）
- ミニストップ 青梅今寺店（同上）

## 交通
- 東京都道63号青梅入間線

西武バスと西東京バスのバス路線があり、JR青梅線・河辺駅、小作駅、八高線・金子駅、西武池袋線・入間市駅へのアクセスも容易である。